# Jean-Baptiste Antoine Champeil
Pour les articles homonymes, voir Champeil.
Jean-Baptiste Antoine Champeil, né à Paris le 19 février 1866 et mort à Alençon le 12 octobre 1913, est un sculpteur français.
Premier prix de Rome en 1901, il réalisa plusieurs monuments commémoratifs et des sculptures à sujet allégorique.

## Biographie
Jean-Baptiste Antoine Champeil naît dans le 19e arrondissement de Paris. Sa famille est originaire de Pierrefort en Haute-Auvergne. Il entreprend des études artistiques à l'École nationale supérieure des beaux-arts de Paris où il est l'élève de Charles Gauthier et de Gabriel-Jules Thomas. En 1893, il obtient une mention d'honneur au Salon des artistes français, puis en 1894, un second prix de Rome en sculpture.

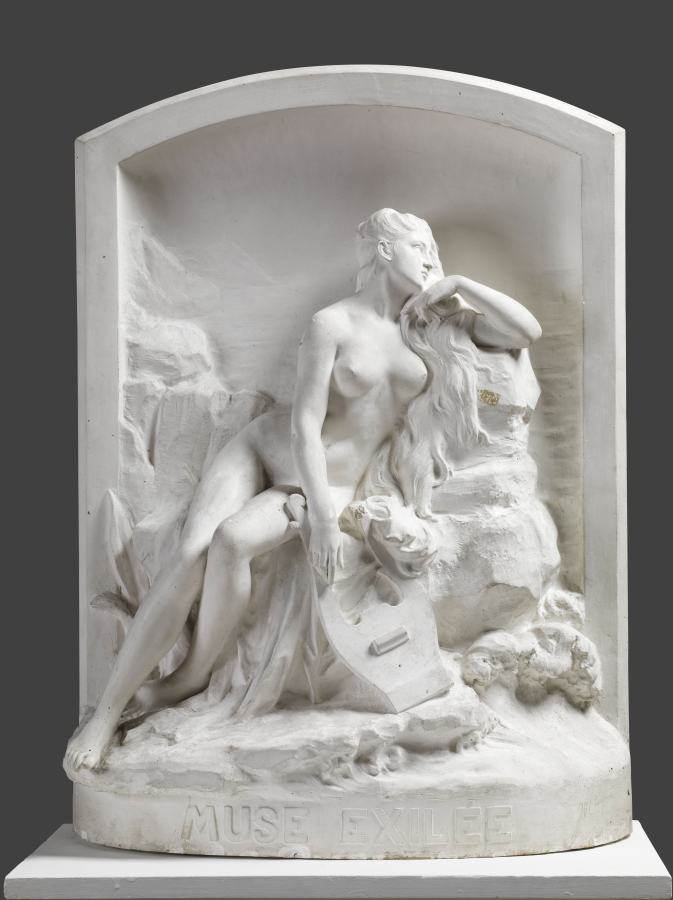
Muse exilée, 1899, plâtre, 87 x 63 x 24 cm. Nemours, Château-Musée, 1904.21.1

En 1896, il présente Mucius Scaevola devant Porsenna, pose la main dans un brasier, un groupe pour lequel il obtient une médaille de bronze au Salon et le premier prix de Rome. Devenu pensionnaire de la villa Médicis à Rome durant une année, il y sculpte La Muse exilée, exposée au Salon de 1899 et conservée au Château-Musée de Nemours.
Par la suite, il sera encore lauréat de nombreuses médailles, à l'Exposition universelle de 1900 (médaille d'argent), au Salon de 1901, au Salon des artistes français de 1902. En 1906, il est nommé chevalier de la Légion d'honneur. Il meurt à Alençon le 12 octobre 1913.
Très attaché à la Haute-Auvergne dont sa famille était originaire, il fut membre fondateur en 1903 de l'association et la revue La Veillée d'Auvergne. Une rue d'Aurillac porte son nom.

## Œuvres
- Aurillac : Monument aux enfants du Cantal, 1903, monument aux morts de la guerre de 1870[3].
- Marmande, boulevard Gambetta : Le Printemps de la Vie et L'Été de la Vie, 1901, groupes en marbre[4].
- Maromme, place Jean-Jaurès : Monument des Mobiles, 1906, pierre et bronze.
- Mende, place Roussel : Monument à Théophile Roussel, 1908, buste en bronze[5].
- Nemours, Château-Musée : La Muse exilée, 1899, haut-relief en plâtre[6],[7].
- Paris :
  - avenue Denfert-Rochereau : Monument à Théophile Roussel, 1906, buste et groupe en pierre[8].
  - École nationale supérieure des beaux-arts :
    - Mucius Scaevola devant Porsenna, pose la main dans un brasier, 1896, plâtre[9] ;
    - Vénus de l'Esquilin, copie d'après l'Antique, 1897-1898, envoi de Rome.

  - square Lamartine : Monument à Benjamin Godard, 1904, buste en pierre. Les statues en bronze du couple à l'avant du piédestal furent envoyées à la fonte sous le régime de Vichy[10].
  - théâtre national de l'Opéra-Comique : Paul-Louis-Benjamin Godard, buste.
- Salers : Monument à Ernest Tyssandier d'Escous, 1897, buste en bronze.
- Troyes, musée des Beaux-Arts : Hymne printanier, vers 1912, modèle en plâtre[11].

Œuvres de Jean-Baptiste Antoine Champeil
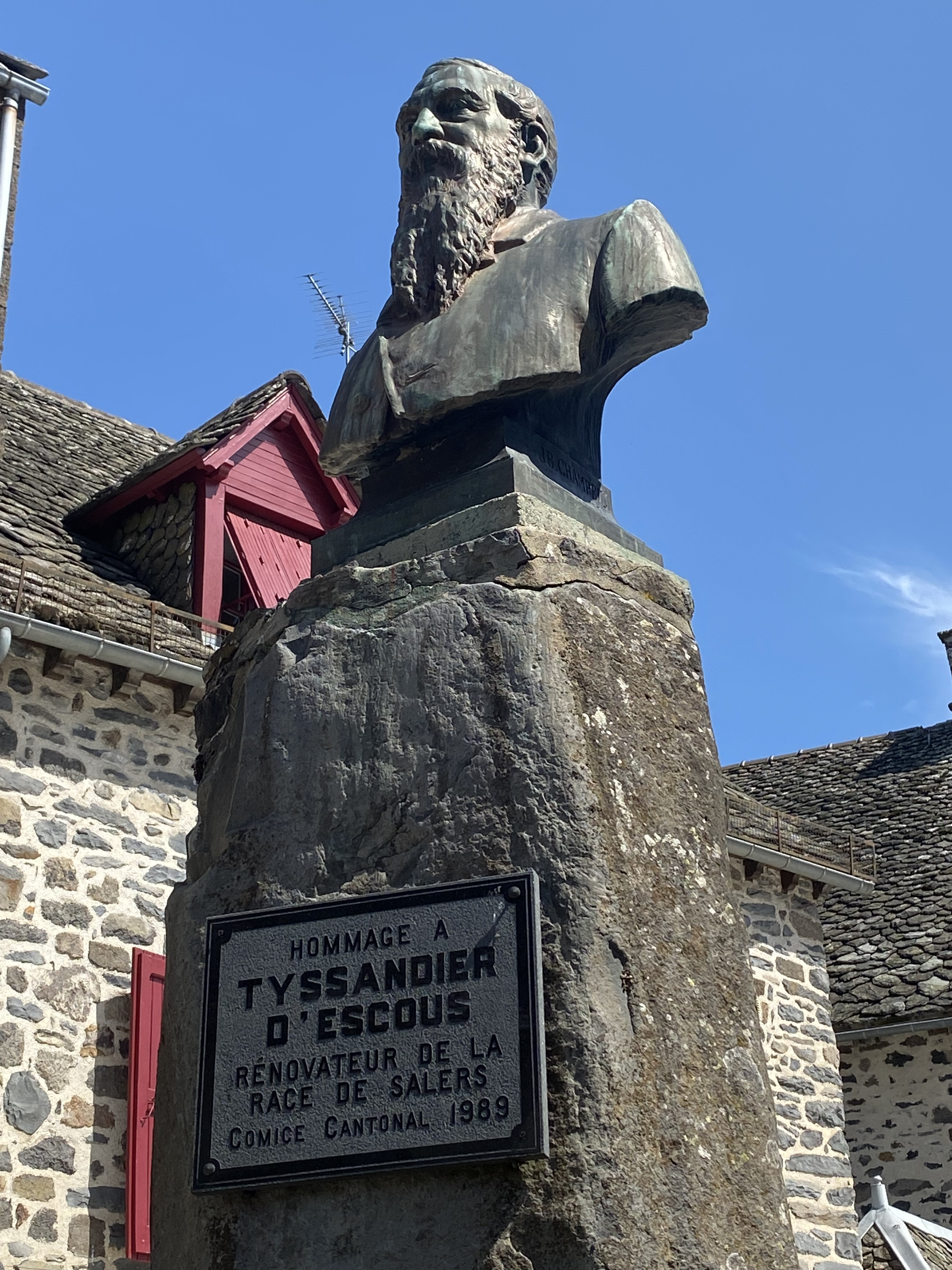
Monument à Ernest Tyssandier d'Escous (1897), détail, Salers.
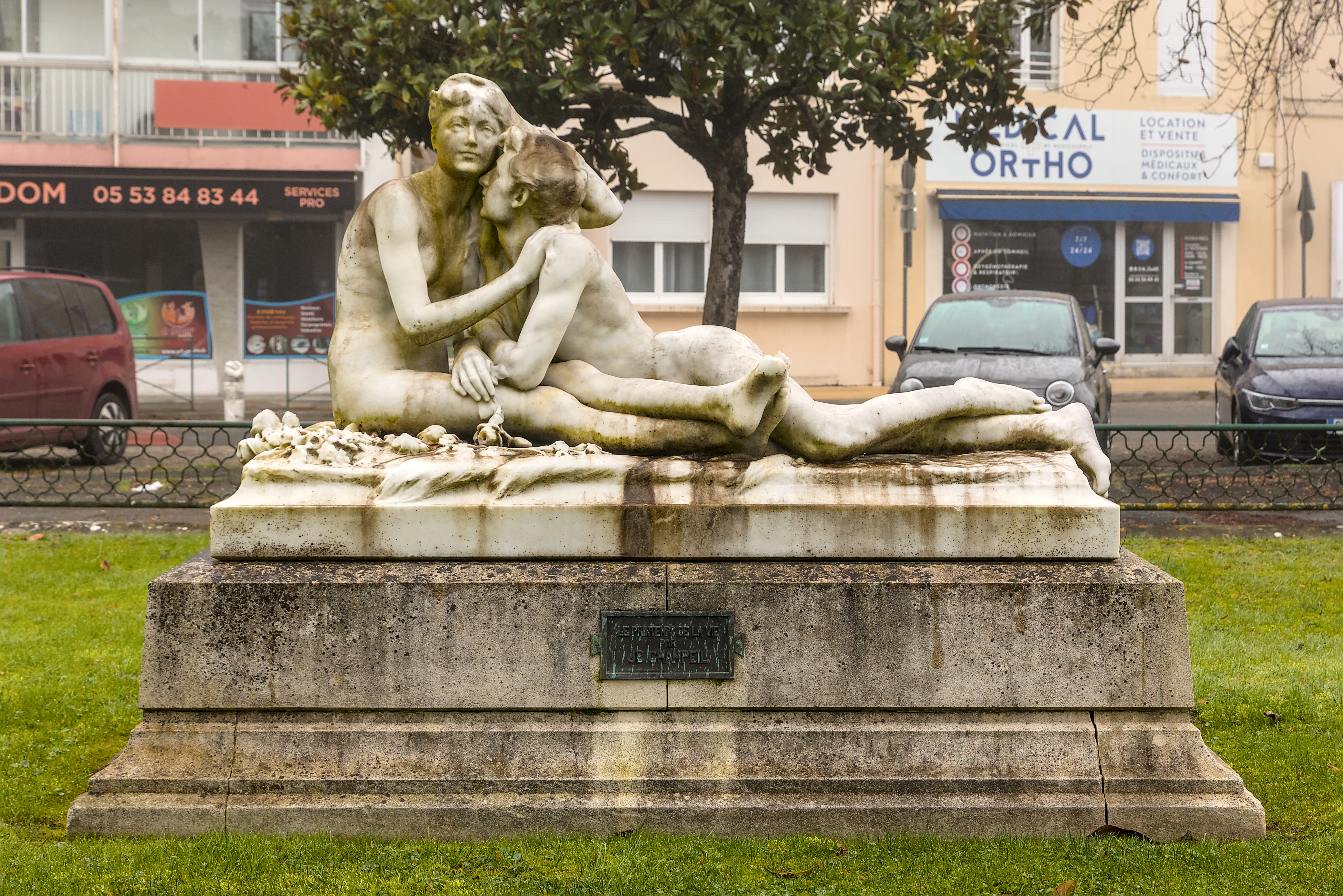
Le Printemps de la Vie (1901), Marmande, boulevard Gambetta.
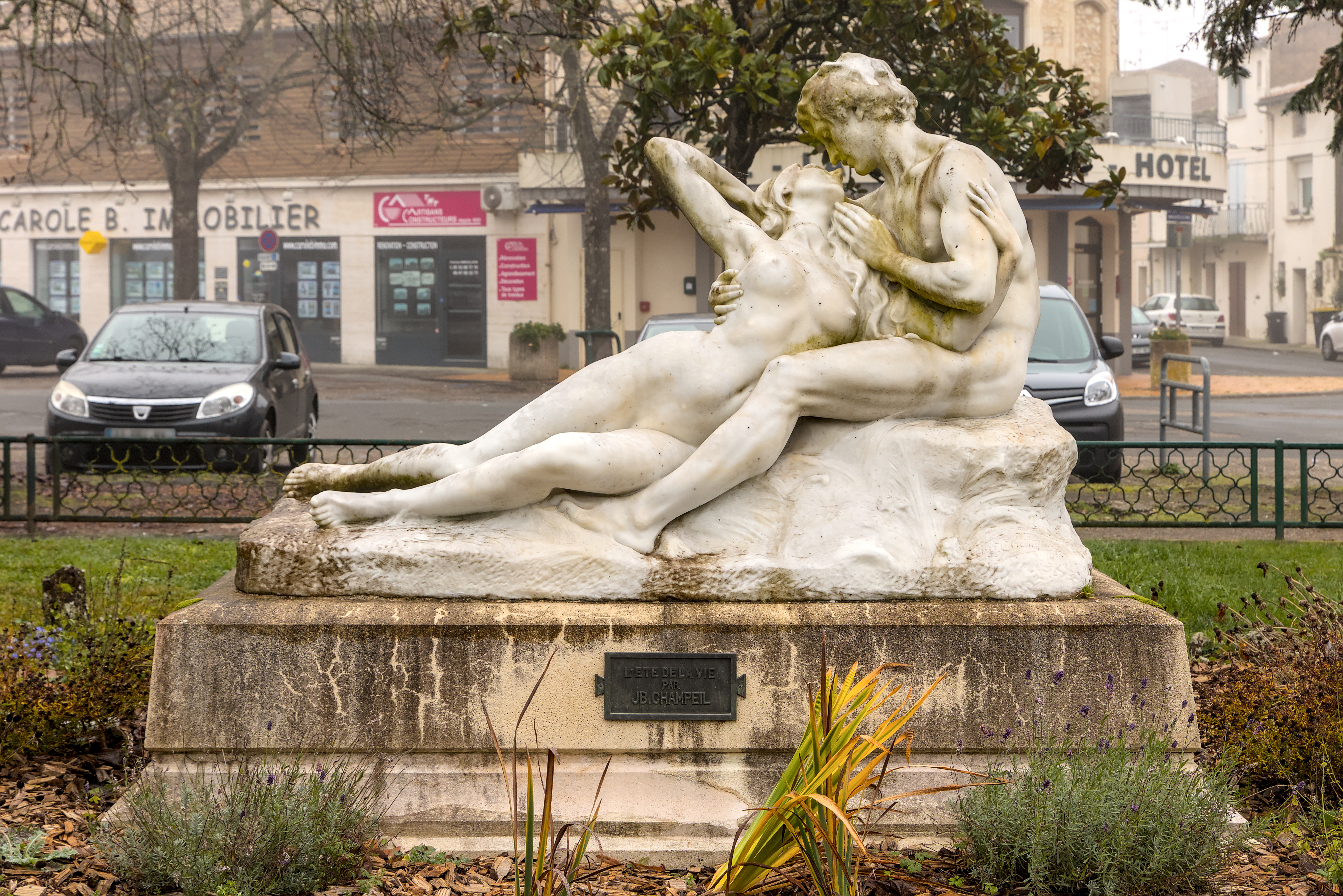
L'Été de la Vie (1901), Marmande, boulevard Gambetta.
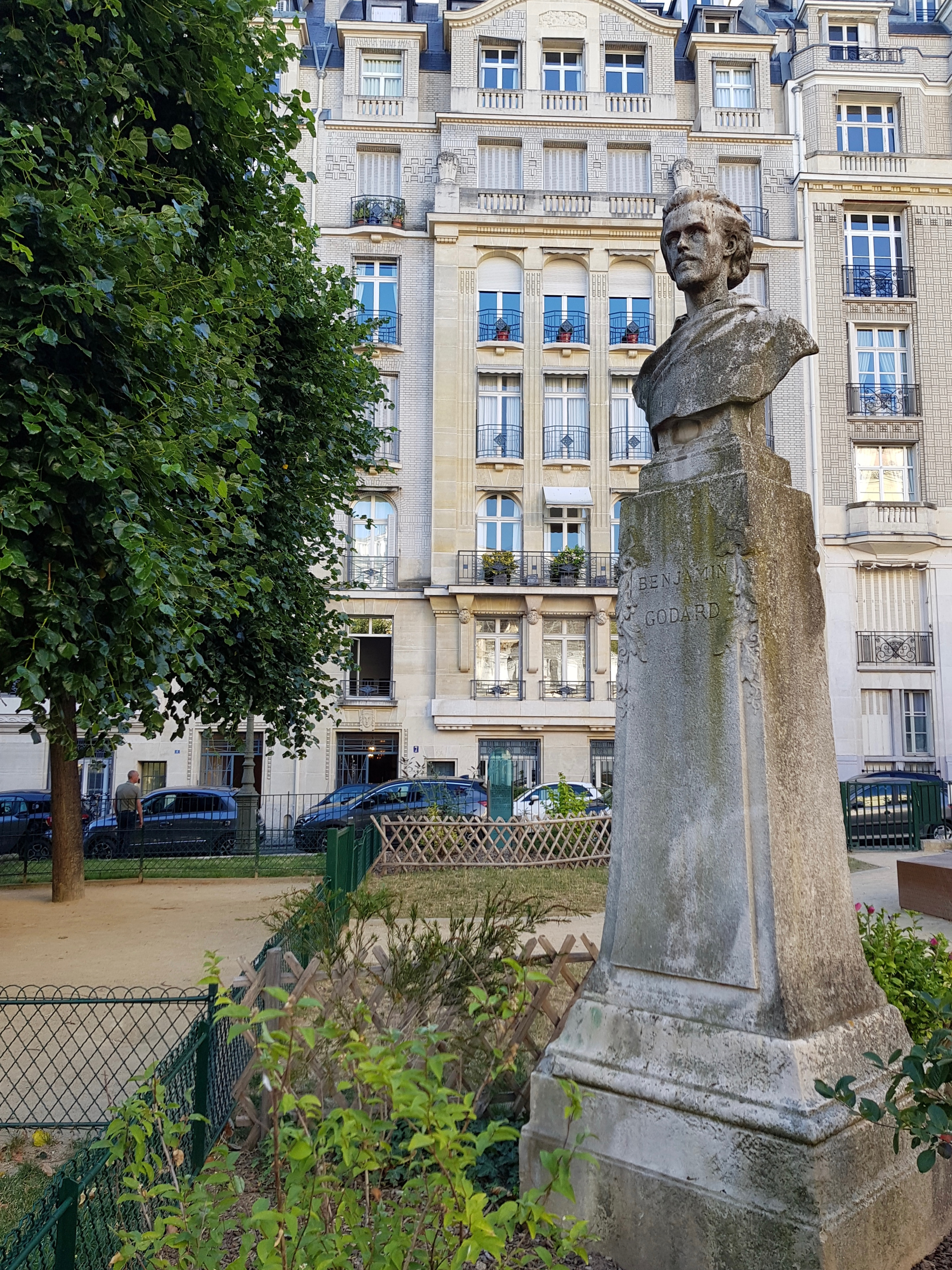
Monument à Benjamin Godard (1904), Paris, square Lamartine.
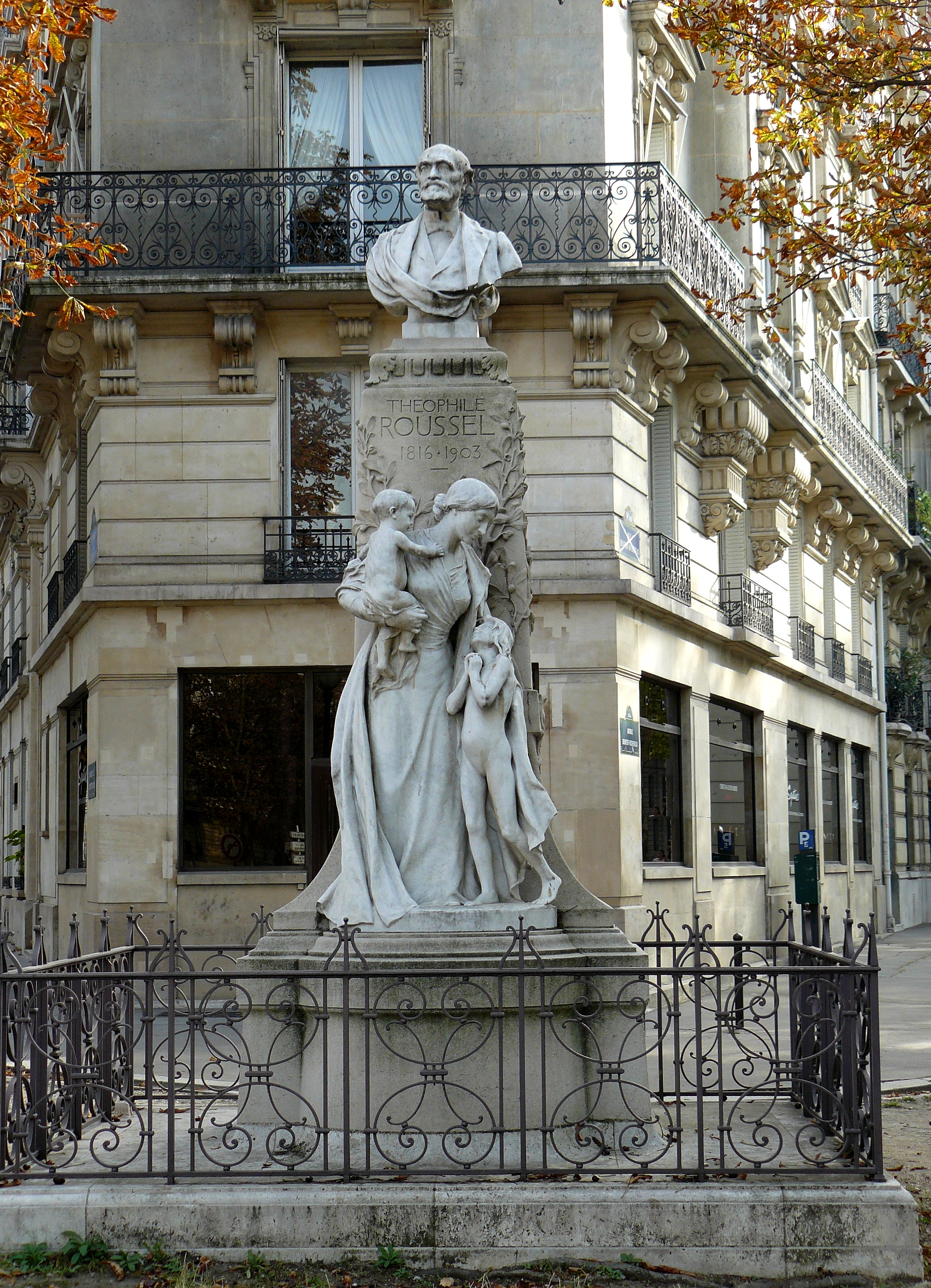
Monument à Théophile Roussel (1906), Paris, avenue Denfert-Rochereau.
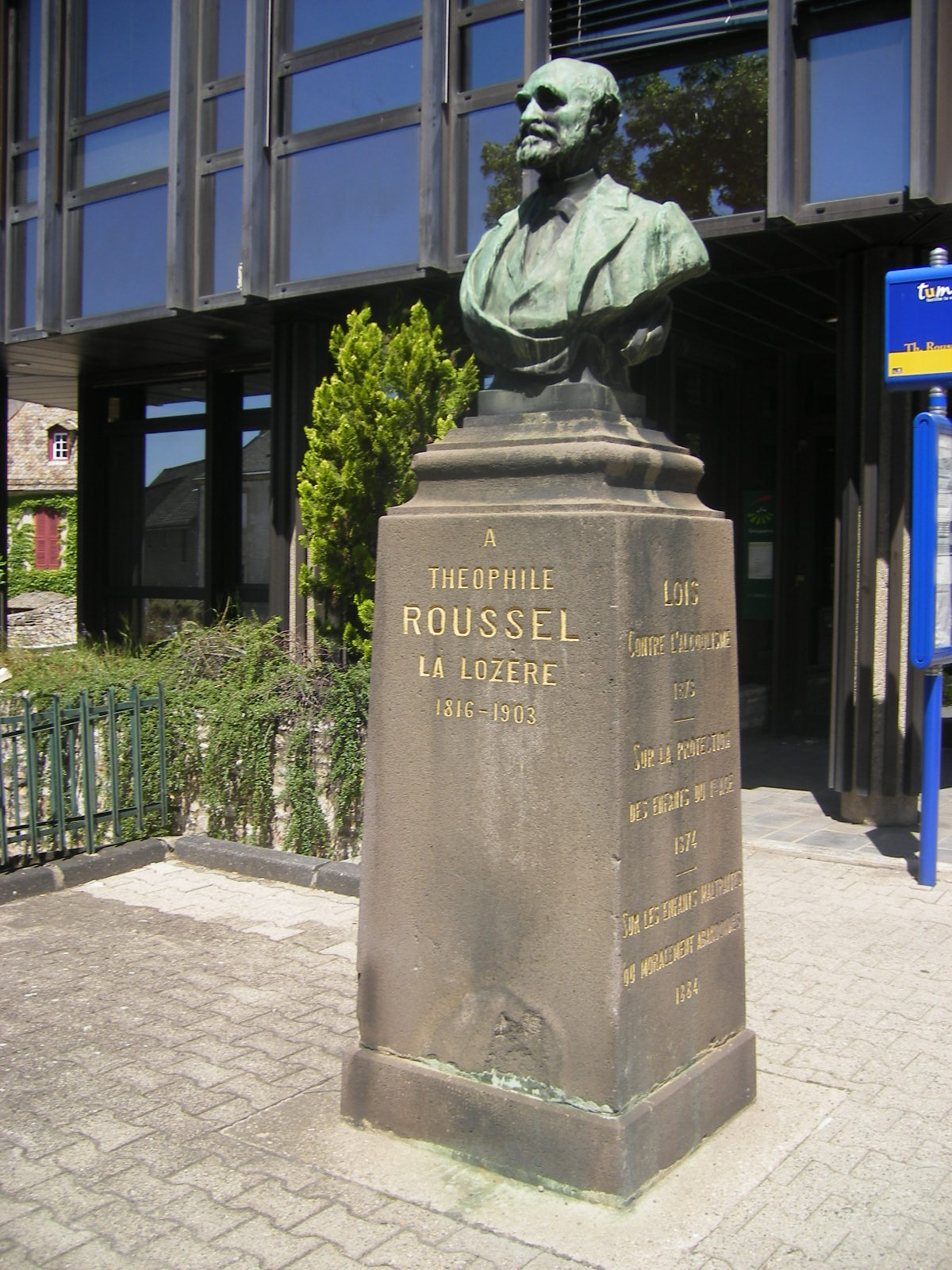
Monument à Théophile Roussel (1908), Mende, place Roussel.